# NGC 64
NGC 64 (również PGC 1149) – galaktyka spiralna z poprzeczką (SBbc), znajdująca się w gwiazdozbiorze Wieloryba. Odkrył ją Lewis A. Swift 21 października 1886 roku.